# A láthatatlan professzor
A láthatatlan professzor Maria Laura Rocca (M. Eller) olasz írónő sci-fi és ifjúsági kalandregénye, eredeti címén: L'inafferrabile invincibile Mister Invisibile. Magyarul 1973-ban jelent meg a Móra Ferenc Könyvkiadó gondozásában, a Delfin könyvek sorozatban.

## Történet
|  | Alább a cselekmény részletei következnek! |

Svájc fővárosában, Genfben, a Nemzetközi Orvosi Tudományos Kutató Központ (NOTKUKÖZ) hűléses megbetegedések osztályán kezdődik a történet, ahol a tehetséges, de kétbalkezes Peter Denwell kutató orvos a részleg vezetője. Főhősünk a becsületesség mintaképe, a munkáját mindennél fontosabbnak tartja. Elszántan, kitartóan és szorgalmasan munkálkodik egy új vakcina megteremtésén, ami korszakalkotónak ígérkezik az influenza vírusvariációk elleni harcban.
Első lépésként a kutatócsoport létrehoz egy olyan influenzavírust (Pol-vírus), amelyben az összes – eddig ismert – kórokozó jellegzetessége („ereje”) megtalálható. Azután különböző vegyi anyagokkal, sugárzással bombázni kezdik a tenyészeteket, hogy megtalálják a gyenge pontjukat. A Pol-vírus gyógyszerének a felfedezése küszöbön áll, de az ellenszerkísérletek közben nem várt mellékhatások is bekövetkeznek. Peter amerikai társa – doktor John Beithel – felfedez egy olyan speciális anyagot, mely a kísérletezésre használt tyúktojásokba fecskendezve, azokat nagy erejű mini bombákká változtatja. Az új fajta robbanószerről tudomást szerez egy gengszterbanda, s megindul a kíméletlen hajsza a dinamit-pirulákért. Ráadásul egy pechsorozat következtében a magányos és szórakozott Denwell professzor szert tesz egy láthatatlanságot ígérő egzotikus italt tartalmazó – Indiából származó – palackra. Peter a májbetegsége elleni kanalas orvosság helyett lehajt egy kupicával az indiai csodaszerből.
A történetben elektronmikroszkópokba pillanthat be, vakcinamennyiséget számolhat az olvasó a tudósokkal együtt, helyzet- és jellemkomikumra épülő balfogások során nevethet. Ádámkosztümbe bújt rosszcsont teremt perpatvart maga körül, de olyan is előfordul a cselekmény folyamán, amikor egy elegáns étteremben repülnek az édes torták a mint sem sejtő, vacsorázó vendégek képébe.
A szerelmi szálban Irene Scott kanadai doktornő és Peter nem felhőtlen románcát is nyomon követhetjük.
A jellemek tárházából egy gondoskodó szállásadónő (Madame Claire), a főhősünkkel rokonszenvező kisember (Jacques, a portás), valamint krimiszerű bonyodalmat kutyulónak: maffiózók hada és rendőrsereg sem hiányozhat. Fontos szereplő még Jeremiás, Peter barátságos, türelmes és filozofikus korcs kutyája is.
Az ifjúsági regény cselekményét a tudományos-fantasztikus elemek (láthatatlanság, levitáció) mellett a bűnügyi történetekre jellemző fordulatok (lehallgatás, emberrablás és szabadítási kísérlet) is jellemzik.

### A kacagtatás forrásai
| Komikum a regényben | Komikum a regényben |
| --- | ------------------- |
| - A láthatatlan ember többszöri mezítelen sétája közben adódó helyzetkomikumok. - Harold frizurája színessé válik tojásfestő fiolákból csepegtetett anyagtól. - Amikor úgy tűnik, hogy Peter kutyája vezeti az autót. - Egy szálloda éttermében félreértések garmadája miatt tortacsata bontakozik ki. - Landingheren próbálják ki a csodaszernek vélt italt, hasmenés lesz a vége. - Macskákat kerget az indiai varázsszer egy-két cseppjét felnyalogató, más dimenzióba került Jeremiás. - A gengszterek ejtőernyőugrásuk után egy sertéshizlaldában kötnek ki. - Landingher összetűzésbe keveredik a falu bikájával. - A vízisíverseny közben láthatatlanná válik az egyik versenyző. - Halak is ittak a csodaszerből, s horgászbot végén fickándoznak: láthatatlanul. |                     |

|  | Itt a vége a cselekmény részletezésének! |

## Szereplők
- Peter Denwell professzor
- Jeremiás, Peter kutyája
- Irene Scott, kanadai orvosnő
- Harold Lord doktor
- John Beithel, amerikai orvos
- Pomeranz professzor, a NOTKUKÖZ igazgatója
- Stighel, titkár
- Madame Claire, Peter lakásadónője
- Jacques, a portás
- André, a küldöncfiú
- François, a kertész
- Flauvin felügyelő
- Spot úr
- Franz főkomornyik
- Landingher, a behemót
- Jawarah, indiai tudós
- Smith doktornő
- David gégészorvos
- Kurtz professzor
- Kuo Tamura prof.
- Charles

## Magyarul
- M. Eller: A láthatatlan professzor. Fantasztikus regény; ford. Lontay László; Móra, Bp., 1973 (Delfin könyvek)

## Filmváltozat
1970-ben Antonio Margheriti rendezésében, L'inafferrabile invincibile Mr. Invisibile címmel 98 perces olasz filmvígjáték készült a regényből. Főszereplők: Dean Jones (Peter Denwell) és Ingeborg Schöner (Irene).